# 千村五郎
千村 五郎（ちむら ごろう、生没年不詳）は、日本の英学者、牧師である。名は仲清、号は健堂、小木曽山人。別名は木曽五郎。

## 生涯
1835年（天保6年）から1838年（天保9年）の間に、美濃国可児郡久々利村（現・岐阜県可児市）の旗本領主千村頼久の孫として生まれる。名古屋に出て伊藤圭介に師事し、田中芳男・柳河春三らと共に蘭学・英学を学んだ。1860年（万延元年）、幕府の蕃書調所の英学句読教授出役に任命され、詩文・蘭学を研究した。1864年（元治元年）、外国奉行手附横文字認方出役に命じられ、開成所（蕃書調所の後継）を辞する。
性格は頑固で片意地な面があった。乗馬を好んでいた。尾張本草学の研究団体「嘗百社」の同人であった。
明治維新後は斗南藩の洋学所で英語を教え、後に英学塾協和社を開いた。この頃の門下生に井深梶之助・都築馨六らがいる。1872年（明治5年）、アメリカ合衆国のシカゴに留学したが翌年に病気のため帰国。1874年（明治7年）にカラゾルス宣教師から洗礼を受ける。東京第一長老教会の長老になった。
また、後には美普教会の牧師になり、日本橋呉服町の講義所(教会)の牧師をした。1884年（明治17年）にはハイデルベルク教理問答の翻訳である『鄙語海徳山問答』を発行する。その後、再渡米するが、帰国後中風になり、東京で死去した。没年は明治20年（1887年）とするものや、1891年（明治24年）8月31日の記録に「木曽五郎」の名前が記されているものもある。